# Myzus galinarium
Myzus galinarium är en insektsart. Myzus galinarium ingår i släktet Myzus och familjen långrörsbladlöss. Inga underarter finns listade i Catalogue of Life.